# Brighton Girls
Brighton Girls, anciennement Brighton and Hove High School, est une école secondaire de jour indépendante pour filles âgées de 4 à 18 ans dans la ville de Brighton et Hove, Sussex de l'Est, Angleterre, au Royaume-Uni.

## Histoire
L'école est fondée en 1876 par Girls' Day School Trust, et accueille aujourd'hui environ 550 élèves. Ses fondateurs avaient des idées radicales sur l'éducation des femmes. Les noms des fondateurs de l'école sont maintenant utilisés comme maisons, Stanley, Lyttleton, Gray et Gurney. Leur devise latine se traduit par « La vérité est le chemin ». Son site principal est à Montpelier Road et comprend le bâtiment du Temple dans le quartier Montpelier de la ville avec l'école préparatoire en face sur Temple Gardens. En plus des terrains de netball, de la salle de sport, de la salle de sport et du studio de danse, l'école possède également son terrain de jeu Astroturf et d'autres installations sportives à proximité de Radinden Manor Road.
La responsable de Brighton Girls est Rosie McColl, qui a commencé à l'automne 2019. L'école a subi un changement de marque fin 2019, y compris le changement de nom (de « Brighton and Hove High School » à « Brighton Girls »), ainsi qu'un logo mis à jour[réf. nécessaire].

## Créativité
Depuis 2018, l'école a eu un artiste en résidence, Crimson Trebar, et a organisé des journées portes ouvertes et des expositions d'art. L'école a une compagnie de danse résidente, Penny and Jules Youth Dance, depuis de nombreuses années. Depuis 2021, Brighton Girls est la première école d'Angleterre à offrir une bourse d'études aux skateuses.

## Anciens élèves notables
- Karen Barber, danseuse sur glace ;
- Alexandra Bastedo, comédienne ;
- Blanche Baughan, poétesse, écrivaine, réformatrice pénale ;
- Jasmine Birtles, journaliste financière et commerciale, auteure et présentatrice ;
- Elizabeth Beresford, créatrice des Wombles ;
- Rosemary Coogan, astrophysicienne, astronaute ;
- Beth Cordingly, actrice ;
- Hélène David, artiste ;
- Rosa Dean, juge de circuit principal[6]
- Grace Eyre Woodhead, philanthrope, pionnière des droits des personnes handicapées et des soins de santé mentale
- Constance Garnett, traductrice ;
- Sally Greengross, militante pour l'égalité, politicienne ;
- Louise Gullifer, professeur de droit anglais ;
- Margaret Joachim, politicienne et militante ;
- Martha Kearney, journaliste ;
- Amy Levy, poète et écrivain ;
- Théodora Lisle Prankerd, botaniste ;
- Ida Lupino, comédienne ;
- Louisa Martindale, chirurgienne ;
- Hilda Martindale, fonctionnaire britannique et auteur ;
- Suzy Menkes, rédactrice en chef de l'International Herald Tribune, journaliste ;
- Gwenda Morgan, artiste ;
- Maureen Muggeridge, géologue et gemmologue ;
- Géraldine Newman, actrice ;
- Lindsay Northover, baronne Northover, politicienne ;
- Karen Pickering, nageuse ;
- Kalea Stagg, netballeur[7] ;
- Frances Stead Sellers, journaliste ;
- Rebecca Stott, auteur ;
- Faynia Williams, réalisatrice internationale, productrice de fictions et de documentaires pour la BBC[8] ;
- Fiona Murray, Dame Fiona Elizabeth Murray DCMG CBE, doyenne associée pour l'innovation à la MIT Sloan School of Management ;
- Theodora Lisle Prankerd, botaniste britannique qui a travaillé sur la croissance des fougères et a enseigné au Bedford College et à l'université de Reading.

## Personnel notable
- Gabrielle Lambrick (1913-1968), fonctionnaire, éducatrice et historienne a enseigné à l'école.